# Гаузервілл (Пенсільванія)
Гаузервілл (англ. Houserville) — переписна місцевість (CDP) в США, в окрузі Сентр штату Пенсільванія. Населення — 1978 осіб (2020).

## Географія
Гаузервілл розташований за координатами 40°49′36″ пн. ш. 77°49′22″ зх. д. / 40.82667° пн. ш. 77.82278° зх. д. (40.826587, -77.822668).  За даними Бюро перепису населення США в 2010 році переписна місцевість мала площу 2,84 км², уся площа — суходіл.

## Демографія
Згідно з переписом 2010 року, у переписній місцевості мешкало 1814 осіб у 734 домогосподарствах у складі 508 родин. Густота населення становила 640 осіб/км².  Було 759 помешкань (268/км²).
Расовий склад населення:
| - 92,9 % — білих - 1,9 % — чорних або афроамериканців - 1,8 % — азіатів - 0,1 % — вихідців з тихоокеанських островів |

До двох чи більше рас належало 2,9 %. Частка іспаномовних становила 1,5 % від усіх жителів.
За віковим діапазоном населення розподілялося таким чином: 22,4 % — особи молодші 18 років, 67,6 % — особи у віці 18—64 років, 10,0 % — особи у віці 65 років та старші. Медіана віку мешканця становила 38,5 року. На 100 осіб жіночої статі у переписній місцевості припадало 101,3 чоловіків;  на 100 жінок у віці від 18 років та старших — 101,3 чоловіків також старших 18 років.
Середній дохід на одне домашнє господарство  становив 95 639 доларів США (медіана — 76 184), а середній дохід на одну сім'ю — 117 853 долари (медіана — 97 868). Медіана доходів становила 63 224 долари для чоловіків та 41 250 доларів для жінок. За межею бідності перебувало 3,0 % осіб, у тому числі 4,9 % дітей у віці до 18 років та 9,6 % осіб у віці 65 років та старших.
Цивільне працевлаштоване населення становило 1102 особи. Основні галузі зайнятості: освіта, охорона здоров'я та соціальна допомога — 43,1 %, мистецтво, розваги та відпочинок — 12,8 %, виробництво — 8,9 %, науковці, спеціалісти, менеджери — 8,5 %.